# Chiridota tauiensis
Chiridota tauiensis is een zeekomkommer uit de familie Chiridotidae.
De wetenschappelijke naam van de soort werd in 1941 gepubliceerd door T.S. Savel'eva.